# Orde van de 27e juni

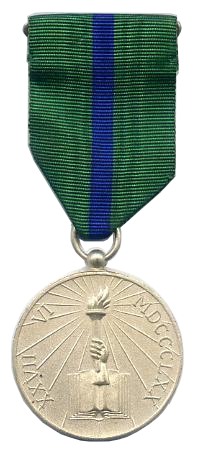
Orde van de 27e juni

De Orde van de 27e juni (Spaans: Orden 27 de Junio) is een orde van verdienste van Venezuela. De orde werd in 1957 door president Marcos Pérez Jiménez ingesteld en verving de oudere Eremedaille van de 27e juni ("Medalla de honor 27 de Junio") uit 1949. 
Men verleent de orde voor trouwe en voortreffelijke dienst. De president van de republiek is de "chef" van de orde en de onderscheiding wordt op voordracht van de Raad van de Orde toegekend. In deze raad hebben vertegenwoordigers uit het Ministerie van Onderwijs, het lager, middelbaar, hoger, technisch en bijzonder onderwijs zitting. 

## Orde
- Eerste Klasse ("Primera Clase"), een gouden medaille voor 30 jaar dienst.
- Tweede Klasse ("Segunda Clase"), een zilveren medaille voor 20 jaar dienst.
- Derde Klasse ("Tercera Classe"), een bronzen medaille voor 10 jaar dienst.